# Білі американці
Білі американці — американці США, які вважаються білими. Бюро перепису населення США визначає білих людей як таких, «що походять від будь-яких корінних народів Європи, Близького Сходу та Північної Африки». Як і всі офіційні американські расові категорії, «білі» містять як «неіспаномовний чи латиноамериканський», так і «іспаномовний та латиноамериканський» компоненти, другий з яких складається переважно з білих мексиканських американців і білих американців кубинського походження. Термін «європеоїд» часто використовують нарівні з «білий», хоча ці терміни не є синонімами.
Ця група становить більшість населення Сполучених Штатів, хоча їхня частка в загальній чисельності населення поступово зменшується. Згідно з останнім опитуванням американської громади 2023 року, Бюро перепису населення США оцінює, що 60,5% населення США, або 202 651 650 осіб, є лише білими, тоді як білі неіспаномовного походження складають 57,1% населення. Загалом 72,3% американців ідентифікують себе як білі окремо або в поєднанні. Американці європейського походження є найбільшою панетнічною групою білих американців і становлять більшість населення Сполучених Штатів з моменту заснування країни. Американці Близького Сходу становлять набагато меншу демографічну групу білих американців, складаючи близько 1,1% населення США у 2020 році.
Серед білих американців найбільший відсоток становлять: німецькі американці (16.5 %), ірландські американці (11.9 %), англоамериканці (9.2 %), італоамериканці (5.5 %), мексиканоамериканці (5.4 %), франкоамериканці (4 %), польські американці (3 %), шотландські американці (1.9 %), голландські американці (1.6 %), норвезькі американці (1.5 %), і шведські американці (1.4 %). Проте, вважають, що існує недооцінка кількості англо-американців та британських американців, оскільки вони зазвичай самі визначають себе як просто "американці" (6.9 %), через те, що вже тривалий час проживають на території Америки.
Згідно з переписом населення 2020 року, 61,6% американців, або 204 277 273 особи, ідентифікували себе виключно як білі. Це являє собою расове зменшення з 72,4% населення США, яке становили лише білі, згідно з переписом 2010 року. Частка американців, які ідентифікували себе як білі окремо або в поєднанні (включаючи білих людей різної раси ), становила 71,0% у 2020 році, що менше порівняно з 74,8% населення у 2010 році. На відміну від зниження, яке спостерігалося серед населення, що становить виключно білу расу, кількість людей, які ідентифікують себе як частково білі (у поєднанні з іншими расами), значно зросла, з 2,4% населення у 2010 році до 9,4% у 2020 році.
Хоча значне скорочення кількості населення, що представляє лише білу популяцію, яке спостерігалося між 2010 і 2020 роками, частково пояснюється природними тенденціями низької народжуваності та старінням популяції, дослідники виявили, що більша частина різкого зростання багаторасового населення та відповідного скорочення чисельності білих, були зумовлені змінами в методології і класифікації, що використовує Бюро перепису населення, що призвело до того, що значна кількість людей, які раніше ідентифікували себе як білі у 2010 році, (переважно ті хто ідентифікував себе як білі латиноамериканці), були перекласифіковані в іншу категорію у 2020 році. У 2010 році близько 53% латиноамериканців у країні ідентифікували себе як білі, тоді як у 2020 році це число скоротилося до лише 20,3%.
2015 році Бюро перепису населення оголосило про свій намір зробити расові категорії латиноамериканців та людей Близького Сходу/Північної Африки подібними до «білих» або «чорних», при цьому респонденти зможуть вибрати одну, дві або більше расових категорій, навіть якщо згадані групи не можна вважати расами чи етнічними групами через велику расову та етнокультурну різноманітність вищезгаданих груп; цю зміну було скасовано за часів адміністрації Трампа. Інші особи, яких класифікують як «білих» за переписом населення США, але які можуть ідентифікувати себе або сприйматися як «білих», включають американців арабського походження та американських євреїв європейського або Близькосхідного регіону чи Північної Африки. У Сполучених Штатах термін «білі люди» зазвичай позначає особу європейського походження, але був юридично поширений на людей західноазійського та північноафриканського (близькосхідного, західноазійського та північноафриканського) походження. Однак у 2024 році Адміністративно-бюджетне управління оголосило про оновлення расових категорій, що використовуються федеральним урядом, і що американці Близького Сходу та Північної Африки більше не будуть класифікуватися як білі в майбутньому переписі населення 2030 року.

## Історія
Термін «Біла раса» або «Білі люди» увійшов до основних європейських мов наприкінці сімнадцятого століття, виникши з расалізації рабства на той час, у контексті трансатлантичної работоргівлі та завоювання корінних народів Іспанською імперією. У контексті американської історії термін «білий» вперше був використаний у ранній колоніальній Вірджинії як спосіб відмежування від афроамериканців. Місцева влада у колоніях прагнула провести чітку межу між європейськими поселенцями та білими службовцями, які були захищені як громадяни згідно з колоніальним законодавством.
Населення території, що згодом стане Сполученими Штатами, позначалося за расовими категоріями з моменту прибуття перших постійних британських поселенців до Джеймстауна в 1607 році. Колоніальний перепис населення 1620 року, одразу після того, як перших африканців було перевезено до Вірджинії, зафіксував, що населення колонії включало 2282 білих особи та 20 негрів. Оцінки показують, що білі становили більшість некорінних жителів колоній щороку з 1620 по 1780 рік. Після здобуття незалежності Сполученими Штатами кожен перепис населення з 1790 року переписував населення за расою або кольором шкіри. Хоча категорії, що використовуються в переписі, з часом змінювалися, класифікація «білої» раси була включена до кожного перепису, проведеного в США. Біле населення, яке налічувало 3 172 006 осіб у 1790 році, складалося переважно з англійських нащадків, а меншою мірою німців, ірландців та шотландців. Протягом наступних десятиліть біле населення неухильно зростало, оскільки країна розширювалася на захід, досягнувши 19 553 068 осіб у 1850 році, або 80,7% від загальної чисельності населення. Імміграційні хвилі протягом 19-го та початку 20-го століть ще більше збільшили біле населення, яке досягло 110 286 740 осіб у 1930 році. Різноманітність білого населення також значно зросла протягом цього періоду, зумовлена великою кількістю іммігрантів з Ірландії, Італії, Німеччини, Східної та Південної Європи, перетворивши історично біле англосаксонське протестантське суспільство на плавильний котел різних європейських етнічних груп. Пікова частка білого населення у відсотках від населення досягла у 1940 році, трохи менше 90% від загальної чисельності населення, і з того часу її частка поступово знижується, досягнувши історичного мінімуму в 61,6% у 2020 році, оскільки збільшення імміграції з Азії та Латинської Америки поступово витіснило Європу як основне джерело іммігрантів до США..

## Генетика
У генетичному дослідженні 2015 року, опублікованому в Американському журналі генетики людини, було проаналізовано генетичне походження 148 789 європейських американців. Дослідження дійшло висновку, що британське/ірландське походження є найпоширенішим європейським походженням серед білих американців, причому цей компонент коливається від 20% (Вісконсин, Міннесота, Північна Дакота) до 55% (Міссісіпі, Теннессі, Арканзас). Ці штати сильно корелюють з тими, де найбільша кількість людей ідентифікувала себе з «американським» походженням за даними перепису. Багато білих американців також мають походження з кількох країн. Згідно з опитуванням Американської громади 2022 року, 76 678 228 американців ідентифікували себе з кількома європейськими, близькосхідними або північноафриканськими групами походження, причому переважна більшість з них ідентифікує себе з різними європейськими групами.

## Історичні й нинішні визначення
Визначення того, кого вважати «білими», змінювалися протягом усієї історії Сполучених Штатів.

### Нинішнє визначення перепису населення США
Термін «білий американець» може охоплювати багато різних етнічних груп. Хоча перепис населення США спрямований на те, щоб відбити соціальне визначення раси, але соціальні аспекти раси є більш складними, ніж критерії перепису. Перепис населення США 2000 року стверджує, що расові категорії «зазвичай відбивають соціальне визначення раси, визнане у США. Вони не відповідають жодним біологічним, антропологічним або генетичним критеріям».

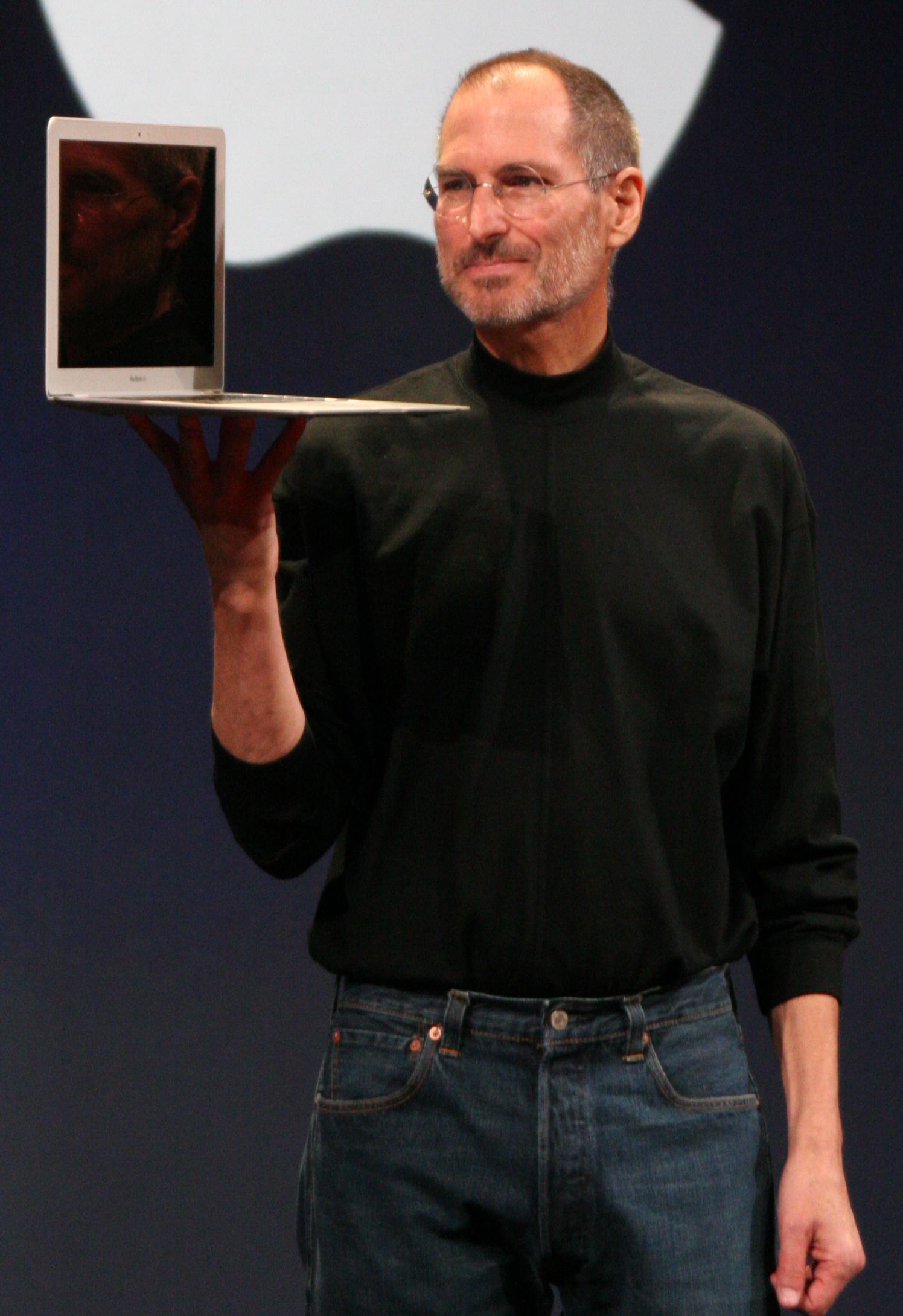
Стів Джобс, американський винахідник арабського (сирійського) та швейцарського походження.

В питанні перепису як варіант перераховані такі раси: біла американці, афроамериканці, індіанці та корінні мешканці Аляски, корінні жителі Гавайських або інших тихоокеанських островів, азійські американці, а також «деякі інші раси». Крім того, відповідач має можливість позначити більш як одну расову та/або етнічну категорію. Бюро перепису населення визначає білих людей таким чином:
«Білими» називаються люди, які походять від будь-якого з корінних народів Європи, Близького Сходу та Північної Африки. До цієї категорії входять люди, які вказали свою расу як «білу» або повідомили про ірландське, німецьке, італійське, ліванське, арабське, марокканське або європейське походження.
У документах бюро переписів США визначення білі  як і всі інші офіційні расові категорії перетинається з терміном іспаномовні та латиноамериканці, що з'явився в переписі населення 1980 року як категорія етносу, окрема і незалежна від раси. Іспаномовні та латиноамериканці загалом становлять різноманітну з расового погляду групу і є найбільшою меншиною в країні.
Починаючи з 1930 року, мексиканців було додано як окрему расу до перепису населення США з поясненням, що «практично всі мексиканські робітники мають расову суміш, яку важко класифікувати». Расову категорію мексиканців було вилучено в 1940 році з новою вказівкою, що «мексиканців слід вважати білими, якщо вони не є індіанцями чи іншою небілою расою»; це було продовжено в 1950 році. У 1970 році було створено категорію іспанського походження, яка замінила попередні класифікації для мексиканців, центрально та південноамериканців і тепер представлена «етнічною» категорією латиноамериканців та іспаномовних, хоча технічно її не можна розглядати як етнічну чи расову групу через велике культурне, етнічне та расове розмаїття, що існує в межах цієї групи. Латиноамериканці та іспаномовні знову мали бути підвищені до расового статусу для перепису 2020 року (разом з людьми близькосхідного та північноафриканського походження), але це було скасовано президентом Дональдом Трампом.
Характеристика американців Близького Сходу та Північної Африки як білих була предметом суперечок. На початку 20 століття був ряд випадків, коли людям арабського походження було відмовлено у в'їзді до Сполучених Штатів або їх депортували, оскільки їх характеризували як небілих, хоча погляди того часу не відповідають тому, як расові питання розглядаються сьогодні. На початку 21 століття американці Близького Сходу, Північної Африки (MENA) почали лобіювати створення власної расової групи та досягли успіху; у 2015 році Бюро перепису населення США оголосило, що воно відреагувало на їхні запити та додасть расову категорію «Близький Схід та Північна Африка» до перепису 2020 року. Адміністрація Трампа анулювала цю зміну після приходу до влади у 2016 році.
Однак у 2024 році Адміністративно-бюджетне управління за адміністрації Байдена відновило запропоновані зміни, оголосивши, що расові категорії, що використовуються федеральним урядом, будуть оновлені, і що американці Близького Сходу та Північної Афроамериканці більше не будуть класифікуватися як білі в майбутньому переписі населення 2030 року, а латиноамериканці та іспаномовеі також будуть розглядатися подібно до расової, а не етнічної категорії, хоча технічно їх не можна розглядати як одну чи іншу через велику різноманітність усередині групи. Бюро перепису населення визначає заплановане визначення білих людей наступним чином:
«Особи, що походять від будь-якого з корінних народів Європи, включаючи, наприклад, англійців, німців, ірландців, італійців, поляків та шотландців».

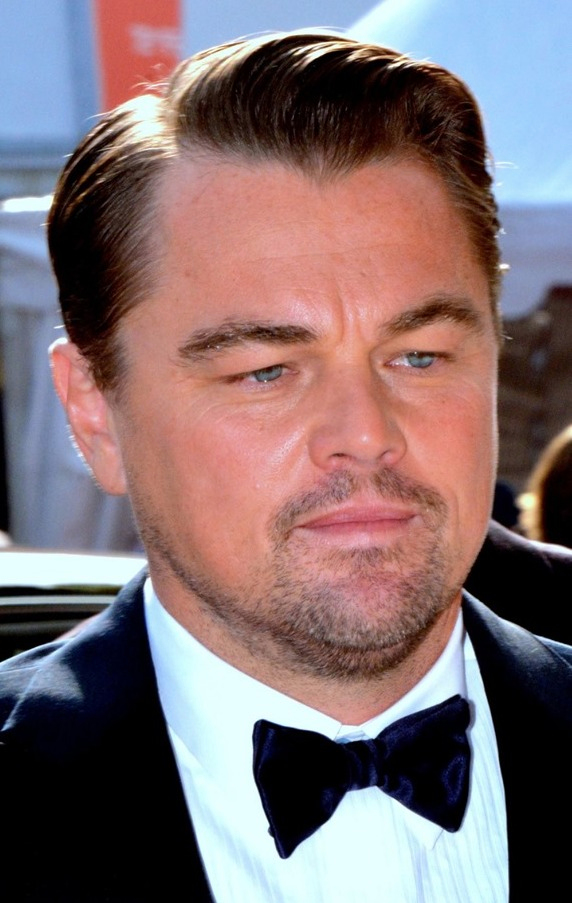
Леонардо Ді Капріо, американський актор змішаного італо-німецького походження.

У тих випадках, коли особи не ідентифікували себе, визначальним чинником ставало національне походження.
Крім того, людей, які в розділі «інші раси» повідомили, що вони мусульмани (належать до сект ісламу, таких як шиїти або суніти), євреї, зороастрійці, або європеоїди, автоматично зараховували до білих. Перепис населення США вважає, що відповідь «європеоїд» або «арієць» означає синонім до слова білий.

### Соціальне визначення

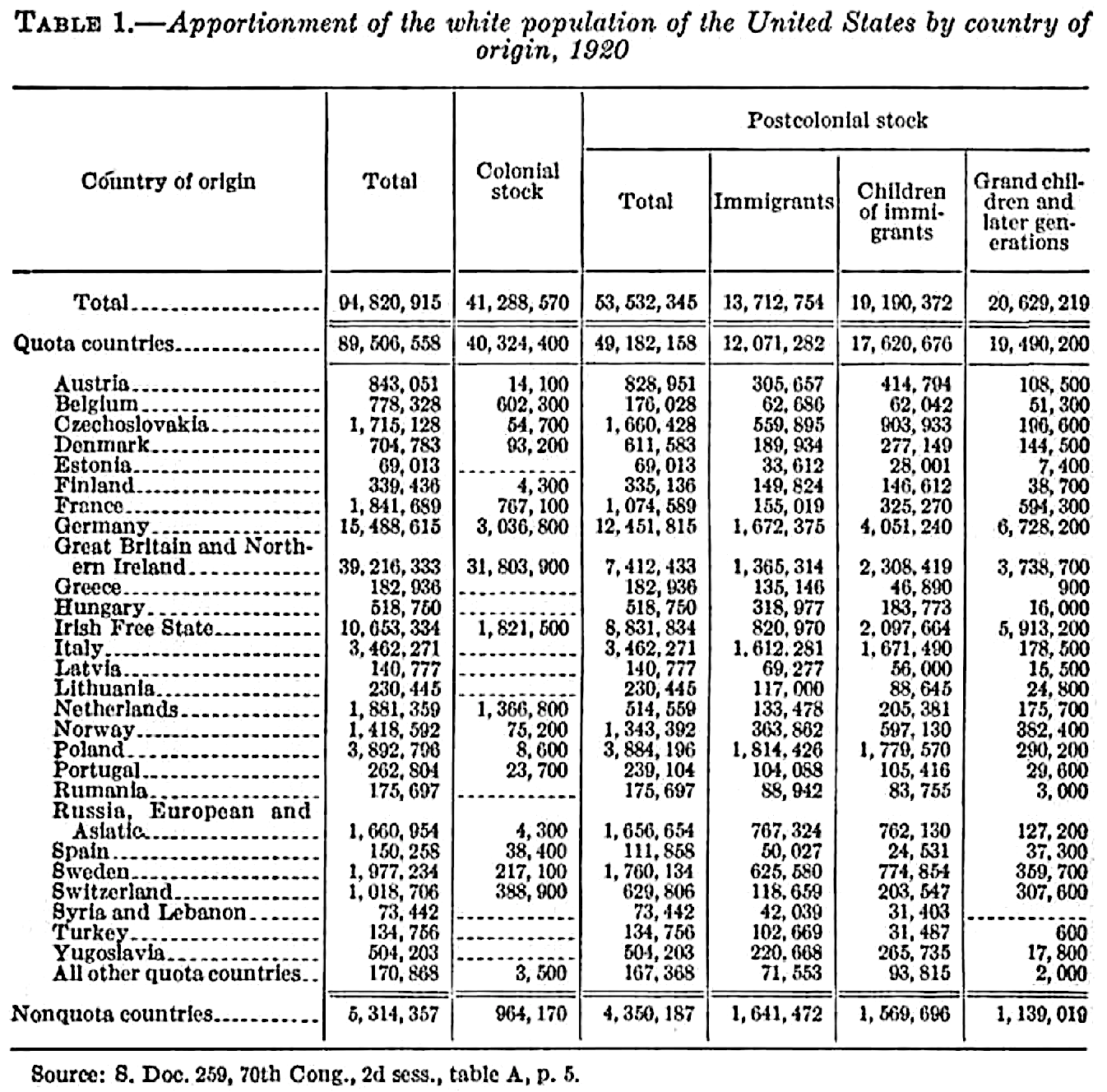
Національне походження білого населення, перепис 1920.

У сучасних Сполучених Штатах, по суті, кожного, хто має європейське походження, вважають білим. Однак багато етнічних груп, які бюро перепису США класифікує як білих, наприклад, американські євреї, арабо-американці та іспаномовні або латиноамериканці можуть себе і не вважати білими. Це може свідчити про певні прогалини в комунікації між посадовцями перепису та населенням загалом.
Соціальне сприйняття білизни еволюціонувало протягом американської історії. Наприклад, Бенджамін Франклін зазначив, що сакси Німеччини та англійці «становлять основну групу білих людей на Землі», що вказує на те, як великі наукові відкриття, зроблені британцями та німцями, вважалися життєво важливими для розвитку білої раси на той час (18 століття). Історично багато людей європейського походження не були легко інтегровані в американське суспільство, будучи відкинутими на узбіччя суспільства під час масових імміграційних рухів, що відбувалися між кінцем 19 століття та серединою 20 століття через лінгвістичні проблеми (групи, які не розмовляли англійською чи іншими германськими мовами) та релігійні проблеми (нехристиянські групи або непротестанти, такі як католики та православні), включаючи ірландців, італійців, греків, євреїв, росіян, поляків, іспанців, чехів та інших. У Міннесоті упередження щодо фінських іммігрантів призвело до дискусії, що оточують фінську білизну, та чи слід класифікувати фінів як монголоїдний народ за те, що вони розмовляють неіндоєвропейською мовою, будучи відкинутими місцевим суспільством.
Девід Р. Редігер стверджує, що нібито поняття «біла раса» в США була спробою рабовласників ментально дистанціюватись від рабів. Намагання офіційно вважатися білим за законом часто виходить на поверхню в судових суперечках за досягнення громадянства.

## Демографічна інформація
| Білі Американці 1790—2010 | Білі Американці 1790—2010 | Білі Американці 1790—2010 | Білі Американці 1790—2010 | Білі Американці 1790—2010 | Білі Американці 1790—2010 |
| Рік                       | Населення                 | % від США                 | Рік                       | Населення                 | % США                     |
| ------------------------- | ------------------------- | ------------------------- | ------------------------- | ------------------------- | ------------------------- |
| 1790                      | 3,172,006                 | 80.7                      | 1910                      | 81,731,957                | 88.9                      |
| 1800                      | 4,306,446                 | 81.1                      | 1920                      | 94,820,915                | 89.7                      |
| 1810                      | 5,862,073                 | 81.0                      | 1930                      | 110,286,740               | 89.8 (найвищий)           |
| 1820                      | 7,866,797                 | 81.6                      | 1940                      | 118,214,870               | 89.8 (найвищий)           |
| 1830                      | 10,532,060                | 81.9                      | 1950                      | 134,942,028               | 89.5                      |
| 1840                      | 14,189,705                | 83.2                      | 1960                      | 158,831,732               | 88.6                      |
| 1850                      | 19,553,068                | 84.3                      | 1970                      | 177,748,975               | 87.5                      |
| 1860                      | 26,922,537                | 85.6                      | 1980                      | 188,371,622               | 83.1                      |
| 1870                      | 33,589,377                | 87.1                      | 1990                      | 199,686,070               | 80.3                      |
| 1880                      | 43,402,970                | 86.5                      | 2000                      | 211,460,626               | 75.1                      |
| 1890                      | 55,101,258                | 87.5                      | 2010                      | 223,553,265               | 72.4                      |
| 1900                      | 66,809,196                | 87.9                      | 2020                      | 204,277,273               | 61.6 (найнижчій)          |

П'ятдесят штатів, округ Колумбія та Пуерто-Рико станом на перепис населення США 2020 року.
Білі американці становлять більшість із 332 мільйонів людей, які проживають у Сполучених Штатах, причому 71% населення за даними перепису населення США 2020 року, включаючи 61,6%, які ідентифікували себе як «тільки білі». Це являє собою расове зниження демографічної кількості білих на 10,6 процентних пунктів порівняно з 72,4% населення США, яке ідентифікувало себе як «тільки біле», у 2010 році. Рівень народжуваності білих нижчий за рівень відтворення.
Найбільшими етнічними групами (за походженням) серед білих американців були англійці або британці, за ними йшли німці та ірландці. У переписі 1980 року 49 598 035 американців вказали, що вони мають англійське походження, що становить 26% населення країни та найбільшу групу на той час, і фактично більше, ніж населення самої Англії. Трохи більше половини цих людей вказали б, що вони мають «американське» походження в наступних переписах, і практично скрізь, де «американське» походження переважає в переписі 2000 року, це відповідає місцям, де «англійське» походження переважало в переписі 1980 року.
| Роки | Неіспаномовні білі | Неіспаномовні білі | Білі латиноамериканці | Білі латиноамериканці | Всього      |
| Роки | #                  | %                  | #                     | %                     | Всього      |
| ---- | ------------------ | ------------------ | --------------------- | --------------------- | ----------- |
| 2020 | 191 697 647        | 57.84%             | 12 579 626            | 3.80%                 | 204,277,273 |

### Розподіл за географією

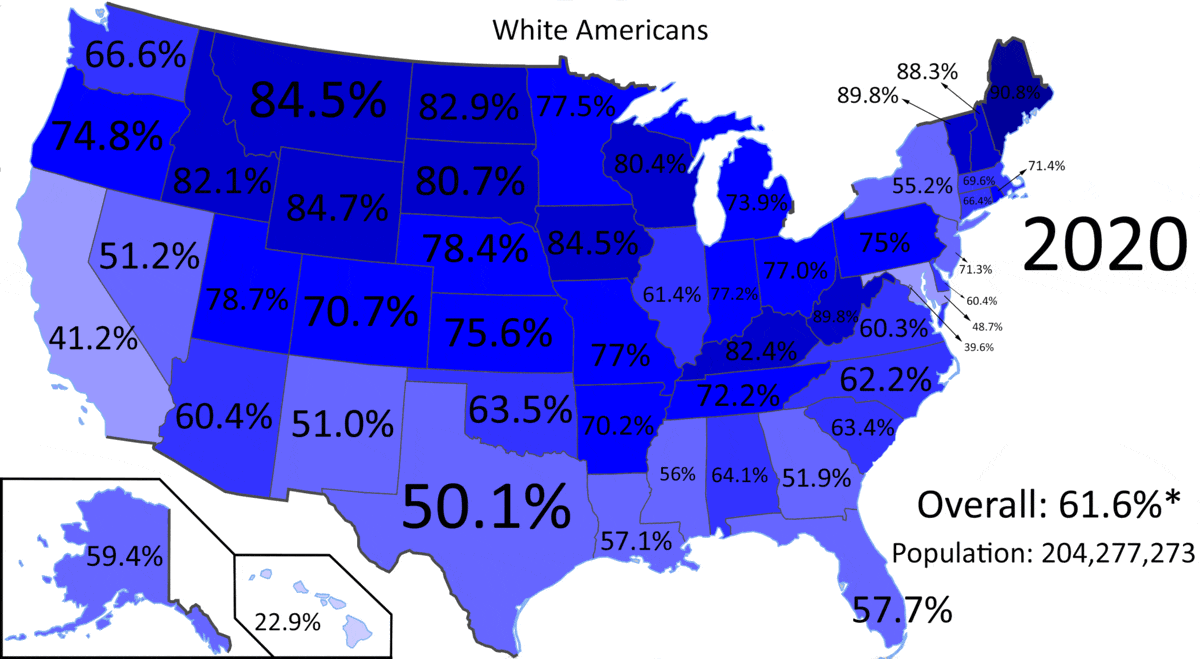
Частка лише білого населення, що проживає в кожному штаті, згідно з переписом 2020 року.

Білі американці (включаючи білих латиноамериканців) є найбільшою расовою групою в більшій частині Сполучених Штатів. Станом на 2022 рік вони не становлять більшості лише на Гаваях, Каліфорнії, Техасі, Нью-Мексико, Неваді та Меріленді, складаючи трохи менше половини населення в останніх чотирьох штатах. Якщо виключити білих латиноамериканців, вони також є меншістю в Джорджії. Вони також є меншістю в багатьох резерваціях індіанців, частинах Півдня, особливо в районах, що входять до «чорного поясу», окрузі Колумбія, та в багатьох міських районах по всій країні.

Піраміда населення білих американців у 2020 році

Білі американці у 2020 році за округами

Білі американці по штатам з 1960 по 2020 рік

Однак, якщо врахувати американців різної раси, ті, хто ідентифікує себе як частково або повністю білі, складають більшість населення в кожному штаті, окрім Гаваїв, а також Пуерто-Рико.
Загалом, найвища концентрація тих, кого Бюро перепису населення називає «неіспаномовними білими», спостерігається на Середньому Заході, у Новій Англії, північних штатах Скелястих гір, Кентуккі, Західній Вірджинії та Східному Теннессі. Найнижча концентрація білих спостерігається в південних, середньоатлантичних та південно-західних штатах.
Хоча на всіх великих географічних територіях переважають білі американці, набагато більші відмінності можна побачити між окремими частинами великих міст, а також регіонами в межах певних штатів, особливо на Півдні, де багато сільських регіонів переважно афроамериканські, або на Південному Заході, де великі сільські райони, такі як плато Колорадо, переважно населені корінними американцями.
Штати з найвищим відсотком білих американців, станом на 2007 рік:
- Вермонт 96.2 %
- Мен 95.5 %
- Нью-Гемпшир 95.0 %
- Західна Вірджинія 94.3 %
- Айова 92.9 %
- Айдахо 92.1 %
- Вайомінг 91.6 %
- Міннесота 90.94 %
- Північна Дакота 90.9 %

Штати з найвищим відсотком неіспаномовних білих, станом на 2007 рік:
- Вермонт 95.4 %
- Мен 94.8 %
- Західна Вірджинія 93.7 %
- Нью-Гемпшир 93.4 %
- Айова 90.9 %
- Північна Дакота 90.2 %
- Монтана 88.3 %
- Кентуккі 88.1 %
- Вайомінг 87.7 %
- Південна Дакота 86.5 %

### Дохід і рівень освіти

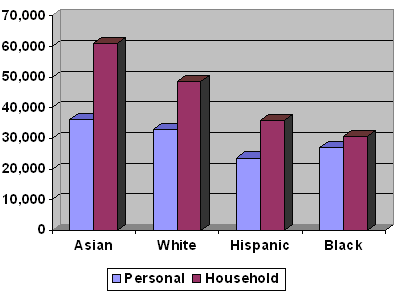

Білі американці мають другий за величиною середній дохід домогосподарства та рівень особистого доходу в країні за расовим походженням, поступаючись лише американцям азійського походження. Середній дохід на одного члена домогосподарства також був найвищим, оскільки білі американці мали найменші домогосподарства серед усіх расових демографічних груп у країні. У 2006 році середній індивідуальний дохід білого американця віком 25 років і старше становив 33 030 доларів США, а ті, хто працював повний робочий день та був віком від 25 до 64 років, заробляли 34 432 долари. Оскільки 42% усіх домогосподарств мали двох годувальників, середній дохід домогосподарства був значно вищим за середній особистий дохід, який у 2005 році становив 48 554 долари. Американські євреї посідають перше місце за доходом домогосподарства, особистим доходом та рівнем освіти серед білих американців. У 2005 році середній дохід білих домогосподарств становив 48 977 доларів США, що на 10% вище за середній показник по країні – 44 389 доларів США. Серед кубинських американців, 86% яких класифікуються як білі, ті, хто народився в США, мають вищий середній дохід та рівень освіти, ніж більшість інших білих.
Рівень бідності серед білих американців є другим найнижчим серед усіх расових груп, причому 11% білих осіб неіспаномовного походження живуть за межею бідності, що на 3% нижче за середній показник по країні. Однак, через те, що білі є більшістю в країні, 48% американців, які живуть у бідності, є білими неіспаномовного походження.
Рівень освіти білих американців є другим за величиною в країні після американців азійського походження. Загалом, майже третина білих американців мала ступінь бакалавра, причому рівень освіти білих був вищим за тих, хто народився за межами Сполучених Штатів: 38% іноземних громадян та 30% корінних білих мали вищу освіту. Обидва показники вищі за середній показник по країні, який становить 27%.
Гендерна різниця у доходах була найбільшою серед білих: білі чоловіки заробляли на 48% більше, ніж білі жінки. Дані Бюро перепису населення за 2005 рік показують, що середній дохід білих жінок був нижчим, ніж у чоловіків усіх рас. У 2005 році середній дохід білих американських жінок був лише трохи вищим, ніж у афроамериканських жінок.
Білі американці частіше живуть у передмістях та малих містах, ніж їхні чорношкірі співгромадяни.

## Населення за штатом або територією

Частка населення, яке оцінює себе як білих американців станом на 2010 рік :
менш як 50 %
50 - 60 %
60 - 70 %
70 - 80 %
80 - 90 %
понад 90 %

| Штат/Територія                  | Нас. 2000   | % нас. 2000 | Нас. 2010   | % нас. 2010 | % зростання 2000—2010 |
| ------------------------------- | ----------- | ----------- | ----------- | ----------- | --------------------- |
| Алабама                         | 3,162,808   | 71.1 %      | 3,275,394   | 68.5 %      | +3.56 % ▲             |
| Аляска                          | 434,534     | 69.3 %      | 473,576     | 66.7 %      | +8.98 % ▲             |
| Аризона                         | 3,873,611   | 75.5 %      | 4,667,121   | 73.0 %      | +20.48 % ▲            |
| Арканзас                        | 2,138,598   | 80.0 %      | 2,245,229   | 77.0 %      | +4.99 % ▲             |
| Каліфорнія                      | 20,170,059  | 79.7 %      | 21,453,934  | 74.0 %      | +6.36 % ▲             |
| Колорадо                        | 3,560,005   | 82.8 %      | 4,089,202   | 81.3 %      | +14.86 % ▲            |
| Коннектикут                     | 2,780,355   | 81.6 %      | 2,772,410   | 77.6 %      | -0.28 % ▼             |
| Делавер                         | 584,773     | 74.6 %      | 618,617     | 68.9 %      | +5.79 % ▲             |
| Вашингтон                       | 176,101     | 30.8 %      | 231,471     | 38.5 %      | +31.44 % ▲            |
| Флорида                         | 12,465,029  | 78.0 %      | 14,109,162  | 75.0 %      | +13.19 % ▲            |
| Джорджія                        | 5,327,281   | 65.1 %      | 5,787,440   | 59.7 %      | +8.64 % ▲             |
| Гаваї                           | 294,102     | 24.3 %      | 336,599     | 24.7 %      | +14.45 % ▲            |
| Айдахо                          | 1,177,304   | 91.0 %      | 1,396,487   | 89.1 %      | +18.62 % ▲            |
| Іллінойс                        | 9,125,471   | 73.5 %      | 9,177,877   | 71.5 %      | +0.57 % ▲             |
| Індіана                         | 5,320,022   | 87.5 %      | 5,467,906   | 84.3 %      | +2.78 % ▲             |
| Айова                           | 2,748,640   | 93.9 %      | 2,781,561   | 91.3 %      | +1.20 % ▲             |
| Канзас                          | 2,313,944   | 86.1 %      | 2,391,044   | 83.8 %      | +3.33 % ▲             |
| Кентуккі                        | 3,640,889   | 90.1 %      | 3,809,537   | 87.8 %      | +4.63 % ▲             |
| Луїзіана                        | 2,856,161   | 63.9 %      | 2,836,192   | 62.6 %      | -0.70 % ▼             |
| Мен                             | 1,236,014   | 96.9 %      | 1,264,971   | 95.2 %      | +2.34 % ▲             |
| Меріленд                        | 3,391,308   | 64.0 %      | 3,359,284   | 58.2 %      | -0.94 % ▼             |
| Массачусетс                     | 5,367,286   | 84.5 %      | 5,265,236   | 80.4 %      | -1.90 % ▼             |
| Мічиган                         | 7,966,053   | 80.2 %      | 7,803,120   | 78.9 %      | -2.04 % ▼             |
| Міннесота                       | 4,400,282   | 89.4 %      | 4,524,062   | 85.3 %      | +2.81 % ▲             |
| Міссісіпі                       | 1,746,099   | 61.4 %      | 1,754,684   | 59.1 %      | +0.49 % ▲             |
| Міссурі                         | 4,748,083   | 84.9 %      | 4,958,770   | 82.8 %      | +4.44 % ▲             |
| Монтана                         | 817,229     | 90.6 %      | 884,961     | 89.4 %      | +8.29 % ▲             |
| Небраска                        | 1,533,261   | 89.6 %      | 1,572,838   | 86.1 %      | +2.58 % ▲             |
| Невада                          | 1,501,886   | 75.2 %      | 1,786,688   | 66.2 %      | +18.96 % ▲            |
| Нью-Гемпшир                     | 1,186,851   | 96.0 %      | 1,236,050   | 92.3 %      | +4.14 % ▲             |
| Нью-Джерсі                      | 6,104,705   | 72.6 %      | 6,029,248   | 68.6 %      | -1.23 % ▼             |
| Нью-Мексико                     | 1,214,253   | 66.8 %      | 1,407,876   | 68.4 %      | +15.95 % ▲            |
| Нью-Йорк                        | 12,893,689  | 67.9 %      | 12,740,974  | 65.7 %      | -1.18 % ▼             |
| Північна Кароліна               | 5,804,656   | 72.1 %      | 6,528,950   | 68.5 %      | +12.48 % ▲            |
| Північна Дакота                 | 593,181     | 92.4 %      | 605,449     | 90.0 %      | +2.07 % ▲             |
| Огайо                           | 9,645,453   | 85.0 %      | 9,539,437   | 82.7 %      | -1.10 % ▼             |
| Оклахома                        | 2,628,434   | 76.2 %      | 2,706,845   | 72.2 %      | +2.98 % ▲             |
| Орегон                          | 2,961,623   | 86.6 %      | 3,204,614   | 83.6 %      | +8.20 % ▲             |
| Пенсільванія                    | 10,484,203  | 85.4 %      | 10,406,288  | 81.9 %      | -0.74 % ▼             |
| Род-Айленд                      | 891,191     | 85.0 %      | 856,869     | 81.4 %      | -3.85 % ▼             |
| Південна Кароліна               | 2,695,560   | 67.2 %      | 3,060,000   | 66.2 %      | +13.52 % ▲            |
| Південна Дакота                 | 669,404     | 88.7 %      | 699,392     | 85.9 %      | +4.48 % ▲             |
| Теннессі                        | 4,563,310   | 80.2 %      | 4,921,948   | 77.6 %      | +7.86 % ▲             |
| Техас                           | 14,799,505  | 71.0 %      | 17,701,552  | 70.4 %      | +19.61 % ▲            |
| Юта                             | 1,992,975   | 89.2 %      | 2,379,560   | 86.1 %      | +19.40 % ▲            |
| Вермонт                         | 589,208     | 96.8 %      | 596,292     | 95.3 %      | +1.20 % ▲             |
| Вірджинія                       | 5,120,110   | 72.3 %      | 5,486,852   | 68.6 %      | +7.16 % ▲             |
| Вашингтон                       | 4,821,823   | 81.8 %      | 5,196,362   | 77.3 %      | +7.77 % ▲             |
| Західна Вірджинія               | 1,718,777   | 95.0 %      | 1,739,988   | 93.9 %      | +1.23 % ▲             |
| Вісконсин                       | 4,769,857   | 88.9 %      | 4,902,067   | 86.2 %      | +2.77 % ▲             |
| Вайомінг                        | 454,670     | 92.1 %      | 511,279     | 90.7 %      | +12.45 % ▲            |
| Американське Самоа              | 682         | 1.2 %       |             |             |                       |
| Гуам                            | 10,666      | 6.9 %       |             |             |                       |
| Північні Маріанські Острови     | 1,274       | 1.8 %       |             |             |                       |
| Пуерто-Рико                     | 3,064,862   | 80.5 %      | 2,825,100   | 75.8 %      | -7.17 % ▼             |
| Американські Віргінські Острови | 12,275      | 11.3 %      | 17,131      | 16.1 %      | +39.56 % ▲            |
| Сполучені Штати Америки         | 211,460,626 | 75.1 %      | 223,553,265 | 72.4 %      | +5.72 % ▲             |

## Політика
Більшість білих американців голосували за Республіканську партію з часів президентських виборів у Сполучених Штатах 1968 року, причому президентські вибори 1964 року були останніми виборами, на яких Демократична партія здобула більшість голосів білих виборців.
У 2012 році 88% виборців Ромні були білими неіспаномовного походження, тоді як 56% виборців Обами були білими неіспаномовного походження. На президентських виборах 2008 року Джон Маккейн отримав 55% голосів білих неіспаномовного походження. На виборах до Палати представників 2010 року республіканці отримали 60% голосів білих неіспаномовного походження.

## Культура
Починаючи з їхньої ранньої присутності в Північній Америці, білі американці зробили свій внесок у літературу, мистецтво, кіно, релігію, сільськогосподарські навички, продукти харчування, науку і технології, моду і одяг, музику, мову, правову систему, політичну систему, соціальні та технологічні інновації в американську культуру. Біла американська культура отримала свої найбільш ранні впливи від англійських, шотландських, валлійських та ірландських поселенців і кількісно є найбільшою частиною американської культури. Загальна американська культура віддзеркалює білу американську культуру. Культура розвивалася задовго до того, як Сполучені Штати утворили окрему країну. Значна частина американської культури свідчить про вплив англійської культури. Колоніальні зв'язки з Великою Британією сприяли поширенню англійської мови, правової системи та інших культурних атрибутів.

### Насіння Альбіону: Чотири британські народні звичаї в Америці

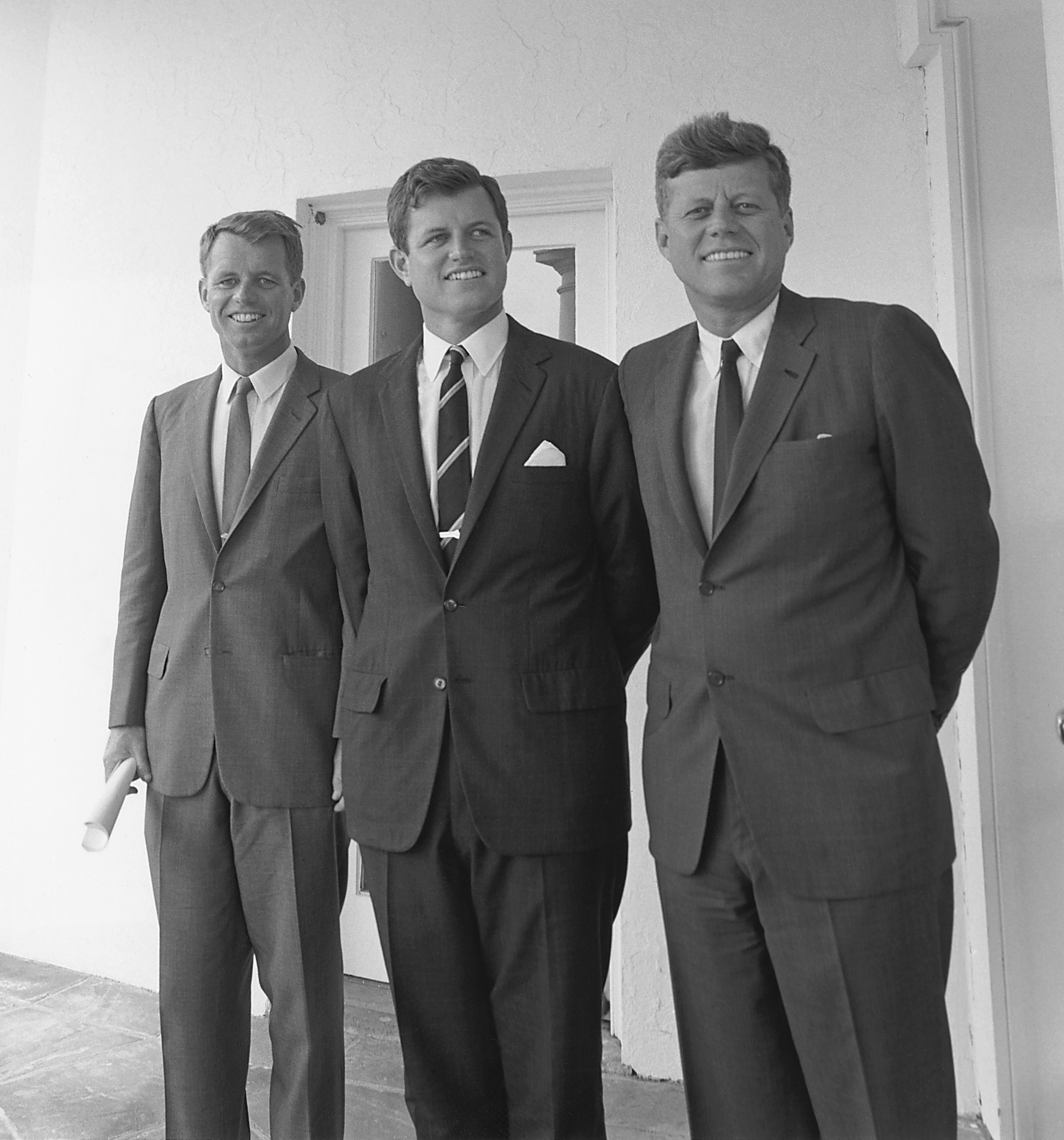
Троє членів політичної династії Кеннеді, Роберт, Тед і Джон Кеннеді. Усі вісім їхніх прадідусів і прабабусь емігрували з Ірландії.

У своїй книзі 1989 року «Насіння Альбіону: чотири британські народні звичаї в Америці» Девід Хакетт Фішер досліджує деталі народних звичаїв чотирьох груп поселенців з Британських островів, які переселилися до американських колоній протягом 17-го та 18-го століть з різних регіонів Британії та Ірландії. Його теза полягає в тому, що культура кожної групи збереглася (хоч і у зміненій формі), забезпечуючи основу для сучасних Сполучених Штатів.
Згідно з Фішером, фундамент чотирьох регіональних культур Америки був сформований чотирма масовими міграціями з чотирьох регіонів Британських островів чотирма окремими етнокультурними групами. Період формування Нової Англії припав на період між 1629 і 1640 роками, коли там оселилися пуритани, переважно зі Східної Англії, тим самим сформувавши основу для регіональної культури Нової Англії. Наступна масова міграція була міграцією південноанглійських кавалерів та їхніх слуг з робітничого класу з Британських островів до регіону Чесапікської затоки між 1640 і 1675 роками. Це породило створення американської південної культури.
Потім, між 1675 і 1725 роками, тисячі ірландських, корнуольських, англійських та валлійських квакерів, а також багато німців, які симпатизували квакерським ідеям, на чолі з Вільямом Пенном, заселили долину Делавер. Це призвело до формування загальноамериканської культури, хоча, за словами Фішера, це насправді «регіональна культура», навіть якщо сьогодні вона охоплює більшу частину США від середньоатлантичних штатів до узбережжя Тихого океану. Зрештою, величезна кількість поселенців з прикордонних територій між Англією та Шотландією, іноді через Північну Ірландію, мігрувала до Аппалачів між 1717 і 1775 роками. Це призвело до формування регіональної культури Півдня, яка з того часу поширилася на захід до Західного Техасу та частин американського Південного Заходу.
У своїй книзі Фішер порушує кілька моментів. Він стверджує, що США — це не країна з однією «загальною» культурою та кількома «регіональними» культурами, як прийнято вважати. Швидше, існують лише чотири регіональні культури, як описано вище, і розуміння цього допомагає краще зрозуміти американську історію, а також сучасне американське життя. Фішер стверджує, що важливо не лише розуміти, звідки походять різні групи, але й коли. Усі групи населення в різний час мали свій унікальний набір переконань, страхів, надій та упереджень. Коли різні групи переїхали до Америки та принесли з собою певні переконання та цінності, ці ідеї, за словами Фішера, більш-менш застигли в часі, навіть якщо зрештою змінилися у своєму первісному місці походження.

## Домішки

### Домішка у білих неіспаномовних

Піраміда населення білих неіспаномовних у 2020 році.

Згідно з дослідженням, яке було спеціально зосереджено на клієнтах, які пройшли тест ДНК 23andMe, серед білих американців в середньому 98,6% складають європейці, 0,19% — вихідці з Африки на південь від Сахари та 0,18% — корінні американці. Однак неєвропейське походження білих американців дуже варіабельне; наприклад, чорне походження (2% або більше) зустрічається у понад п'яти відсотків європейських американців у Луїзіані та Південній Кароліні, а корінне американське походження (2% або більше) зустрічається у понад трьох відсотків європейських американців у Луїзіані та Північній Дакоті. Африканське походження найпоширеніше на Півдні та найменш поширене на Середньому Заході; корінне американське походження частіше зустрічається у західних штатах, ніж у східних.
Також проводилися старіші дослідження. Аналіз ДНК білих американців, проведений генетиком Марком Д. Шрайвером, показав в середньому 0,7% домішки африканців на південь від Сахари та 3,2% домішки корінних американців. Той самий автор в іншому дослідженні стверджував, що близько 30% усіх білих американців, приблизно 66 мільйонів людей, мають медіану 2,3% домішки чорношкірих африканців. Шрайвер виявив, що його походження на 10 відсотків африканське, а партнер Шрайвера з ДНК-друкованої геноміки, Дж. Т. Фрудакас, спростував його два роки по тому, заявивши: «П'ять відсотків європейських американців демонструють певний помітний рівень африканського походження».
У дослідженні 2007 року Гонсалвес та ін. повідомили про лінії мтДНК південно-сахарських та індіанських жителів з частотою 3,1% (відповідно 0,9% та 2,2%) у вибірців з 1387 американських європеоїдів порівняно з 62% у білих бразильців (відповідно 29% та 33%), 98% у білих колумбійців (відповідно 8% та 90%) та 96% у білих костариканців (відповідно 7% та 89%). Дослідження 2003 року щодо Y-хромосом та мтДНК виявило, що африканська домішка у європейських американців знаходиться «нижче меж виявлення».

### Домішка у білих латиноамериканців

Піраміда населення латиноамериканських білих у 2020 році.

На відміну від білих неіспаномовних середній показник європейського походження яких становить 98,6%, генетичні дослідження виявили набагато більший рівень неєвропейського походження у білих латиноамериканців. Дослідження 2014 року показало, що середній показник європейського походження серед тих, хто ідентифікує себе як білих латиноамериканців та іспаномовних, становить 73%, тоді як середній показник європейського походження для латиноамериканців загалом (незалежно від їхньої самоідентифікованої раси) становив 65,1%. Однак це дослідження отримало свої генетичні дані лише від людей, які пройшли платний тест на походження від 23andMe, і тому може не бути повністю репрезентативним для загального латиноамериканського населення США.
Інше дослідження 2019 року, присвячене корінному американському походженню серед населення США загалом, яке не розрізняло латиноамериканців за самоідентифікацією раси, виявило в середньому близько 55% європейського походження серед усіх латиноамериканців, порівняно з понад 9% для самоідентифікованих неіспаномовних білих та близько 20% для афроамериканців.